# منوچهر مرتضوی
منوچهر مرتضوی (زاده تیر ۱۳۰۸ در تبریز – درگذشته ۹ تیر ۱۳۸۹ در تبریز) ادیب، نویسنده، پژوهشگر ایرانی و استاد زبان و ادبیات فارسی در دانشگاه تبریز و حافظ‌شناس برجسته است.
منوچهر مرتضوی یکم تیر سال ۱۳۰۸ در تبریز متولد شد. سال ۱۳۲۵ وارد دانشکدهٔ ادبیات دانشگاه تهران شده و دورهٔ لیسانس زبان و ادبیات فارسی را در سال ۱۳۲۹ به پایان رساند. در دوران تحصیل دانشگاهی از درس استادانی چون بدیع‌الزمان فروزانفر، محمّدتقی بهار، سعید نفیسی، ابراهیم پورداود و محمدتقی مدرس رضوی بهره گرفت. سال ۱۳۳۷ با دفاع از رساله دکترای خود با موضوع «اوضاع ادبی آذربایجان در عصر ایلخانان» به راهنمایی بدیع‌الزمان فروزانفر به درجهٔ دکتری زبان و ادبیات فارسی نایل شد. از سال ۱۳۳۷ تدریس در دانشکده ادبیات دانشگاه تبریز را آغاز کرد، و سال‌ها ریاست دانشکدهٔ ادبیات آن دانشگاه را به عهده داشت. در سال ۱۳۴۴ کتاب مکتب حافظ یا مقدمه بر حافظ‌شناسی را منتشر کرد. این کتاب پس از گذشت چندین دهه هنوز از کتاب‌های مرجع و مورد استناد در زمینهٔ شناخت حافظ و شعر اوست. در سال ۱۳۵۶ به مدت پنج ماه ریاست دانشگاه تبریز را عهده‌دار بود.
پس از انقلاب اسلامی دکتر مرتضوی مغضوب و خانه‌نشین شد. گروه‌های منتسب به جریان پان ترکیستی نیز که با زبان فارسی دشمنی دارند، در حملات سازمان‌یافته علیه دکتر مرتضوی نقش داشتند. دکتر در طی سه دههٔ ۱۳۶۰ تا ۱۳۸۰ در حاشیه قرار گرفت و قدرش شناخته نشد. تربیت دانشجویان پژوهشگر و انتشار مداوم مجلهٔ پژوهشی دانشکدهٔ ادبیات تبریز و نشر تألیف‌ها و ترجمه‌های ادبی معتبر در دانشکدهٔ ادبیات دانشگاه تبریز از جمله تکاپوهای فرهنگی ماندگار او به‌شمار می‌رود.
دکتر منوچهر مرتضوی ساعت ۱۱/۳۰ روز چهارشنبه نهم تیر ۱۳۸۹ در ۸۱ سالگی درگذشت. بنا بر وصیتش او را در وادی رحمت تبریز کنار همسرش به خاک سپردند. یادنامه منوچهر مرتضوی تحت عنوان «سایه سرو سهی» توسط محمد طاهری خسروشاهی از پژوهشگران دانشگاه تبریز منتشر شده است.

## آثار و تألیفات
از جمله آثار تألیفی او می‌توان به موارد زیر اشاره کرد:
- تحقیق دربارهٔ دوره ایلخانان، ۱۳۴۱
- مکتب حافظ یا مقدمه بر حافظ‌شناسی، ۱۳۴۴.
- فردوسی و شاهنامه، ۱۳۶۹
- مسائل عصر ایلخانان، ۱۳۳۷ با تجدیدنظر ۱۳۷۰
- زبان دیرین آذربایجان، ۱۳۶۰
- چراغ نیمه‌مرده (مجموعه شعر)، ۱۳۳۳.